# A gyermekek figyelnek bennünket
A gyermekek figyelnek bennünket egy 1943-as olasz film, amelyet Vittorio De Sica rendezett, Cesare Giulio Viola Pricò című regénye alapján. A film terjesztése a háborús események miatt nehézségekbe ütközött.
A filmtörténészek, Luchino Visconti kortárs Megszállottságával és Alessandro Blasetti 4 passi tra le folléjával együtt fordulópontnak tekintik az olasz filmművészetben, amelyek a vígjáték és a szentimentális feuilleton témáinak feladását jelzik, s inkább a hétköznapi emberek drámáit taglalják, így előrevetítve azt a tendenciát, amely néhány évvel később a neorealizmushoz vezetett.
A torinói Luciano De Ambrosis intenzív szerepeltetése De Sica számára a gyermekkor körülményeinek szentelt filmsorozat kezdetét jelenti, a későbbi Fiúk a rács mögöttben vagy a Biciklitolvajokban szereplő kisfiúként. Ez egyben az első film, amelyben hivatalossá teszik Zavattinivel való együttműködését, amely az 1940-es és 1950-es évek olasz filmművészetének egyik sarokkövét fogja képezni.

## Cselekmény

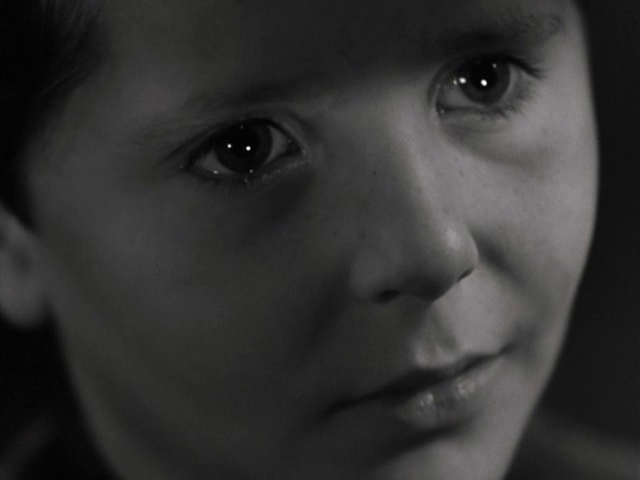
Pricò (Luciano De Ambrosis) egy jelenetben

Pricò, egy ötéves kisfiú, aki szüleivel, apjával, Andreával és anyjával, Ninával él Róma egyik zsúfolt negyedében, ártatlan szemével figyeli a történetet, amely családja fájdalmas széteséséhez vezet. Ezt anyja kapcsolata egy másik férfival, Robertóval idéz elő, akivel a nő egy napon elhagyja otthonát. Az apa, hogy elkerülje a gyermek lelki sérülését, a nagynénjénél helyezi el, aki szabóműhelyt vezet, s ahol a fiúcska hallja a felnőtt munkások mosdatlan beszédeit; a nagynénje azonban nem hajlandó magánál tartani. Andrea ezután vidéken élő édesanyjánál igyekszik elhelyezni, de a környezet még itt is ellenségesen fogadja a gyermeket, aki súlyosan megbetegszik, és apja hazaviszi. Itt az anyja meglátogatja, és bűnét megbánva kéri, hogy visszatérhessen a hozzájuk, férje bocsánatát elnyerve. A család egységének helyreállítására tett kísérletként Andrea elviszi feleségét és fiát nyaralni a tengerhez Alassióba, egy panzióba, ahol anya és gyermeke akkor is tovàbbmaradhatnak, amikor a férfinek vissza kell térnie munkájához, Rómába.
Roberto nyomára bukkan Ninának a tengerparti üdülőhelyen, és folytatják házasságon kívüli kapcsolatukat a megdöbbent kisfiú szeme láttára, aki megpróbál elszökni, hogy visszatérjen Rómába az apjához, komoly kockázatot vállalva, amíg a csendőrök rá nem találnak. Rómába visszatérve az asszony otthonhagyja fiát, és ismét elmegy szeretőjével, amit levélben közöl férjével. Az apa kétségbeesetten beíratja a gyermeket egy vallási iskolába, majd megöli magát. Amikor az anya és a házvezetőnő, akit a gyermek nagyon szeret, elhozza neki a tragikus hírt, Pricò köszönti az idős asszonyt, de nem hajlandó megölelni anyját, úgy távozik a bentlakásos iskolába. Pricò és szülei drámáját az emberek morbid és vulgáris kíváncsisága tarkítja, akik mind a római társasházban, mind Alassio tengerpartján cinikusan és rosszindulattal kommentálják a család szomorú eseményeit.

## A film készítése

### Tárgya
A gyermekek figyelnek bennünket, az ötödik film De Sica rendezésében, s ez az első, amelyben nem szerepel színészként, hogy minden figyelmét a filmre irányíthassa, és kizárja azt a megnyugtató és pozitív képet, amelyet ő mint színész addig képviselt. A film a Pricò című novellán alapul, amelyet Cesare Giulio Viola író-drámaíró 1928-ban adott ki a Treves-nél, majd 1943-ban Mondadori újra kiadta a film várható megjelenése alkalmából, és amiről De Sica Adolfo Franci kritikustól értesült. „Azt a regényt – emlékezett vissza De Sica körülbelül harminc évvel később – akkor olvastam, amikor már nagyon belefáradtam a »fehér telefonos« formulába vagy a romantikus, régi, elavult moziba. Türelmetlenül vártam az alkalmat, hogy közelebb kerüljek az emberekhez”.
A filmben más a végkifejlet, mint a regényben, tekintve, hogy abban a gyermek megbocsát az anyjának, de De Sica visszautasítja a katarzist. A cím is változik, Viola kezdeti és erős ellenállása ellenére, aki bár nyitott volt minden más módosításra, ellenezte ezt a változtatást. A címet végül Zavattini javaslatára találták meg, egyik rovatának fejlécét másolva, amelyet az 1930-as évek végén vezetett a Grazia című hetilapban Gyermekeink figyelnek minket címmel, amelyet kisgyermekes hölgyeknek szentelt.

### Forgatókönyv

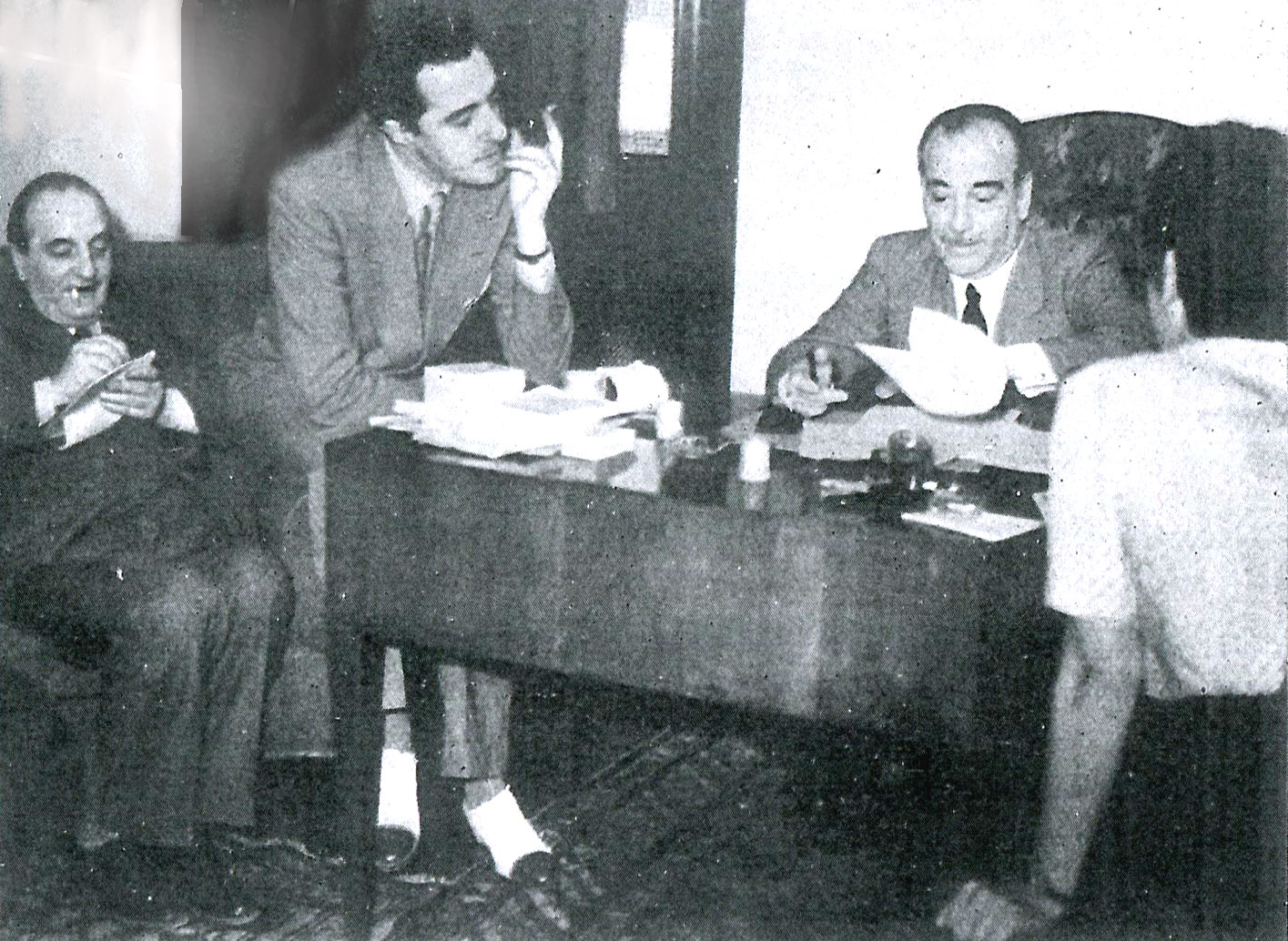
Találkozó a film előkészítéséhez (balról) Adolfo Franci, az egyik forgatókönyvíró. a rendező Vittorio De Sica, Cesare Giulio Viola a könyv szerzője és háttal Margherita Maglione

A forgatókönyv elkészítéséhez De Sica a könyv szerzőjén kívül a szokásos munkatársait is igénybe vette, akikkel éppen az Un garibaldino al conventót készítette, köztük a holland Margherita Daxhofert (aki Maglioneként mutatkozik be). De az újdonságot itt Cesare Zavattini közreműködése jelenti, akit már korábban is meghívtak a Teresa Venerdìhez, de visszafogottan és a többi forgatókönyvírótól eltérő módon, miközben itt ír alá először hivatalosan De Sica-filmhez.
A robbanékony luzzarai író érkezése felborítja a csoport egyensúlyát, és hamarosan összecsapás robban ki közöttük. „Ez volt az első alkalom – emlékezett vissza Zavattini –, hogy együttműködtem ezekkel az emberekkel, de nem értettük meg egymást, így egy bizonyos ponton a folytatás nagyon nehézzé vált. Ettől a pillanattól kezdve a forgatókönyvírói tevékenységet, amely 1942 májusa és júniusa között indult először Milánóban, majd Rómában, teljes egészében Zavattinire bízták: „De Sica megértette Zavattini képességeit,s és hozzájárult az előző filmje munkálatainak megszakitásához, amelyet elkészíteni szándékozott: rábízta a fő felelősséget a forgatókönyvért.”

### Gyártás
A gyermekek figyelnek bennünketet az „Invicta” cég gyártja, jelzi a főcímlista, valójában a Scalera Filmmel, a kor egyik legfontosabb filmes cégével való koprodukcióról van szó, amely ugyanabban az évben további 11 filmet tudott készíteni, de tevékenysége elsősorban propaganda jellegű alkotásokra irányult, olyannyira, hogy ugyanabban az 1942-es évben elkészítette a Giarabub, a Noi vivi és az Addio Kira! című filmeket. Mindhármat Goffredo Alessandrini rendezte, és az Alfa Tau!-t De Robertis írta. Scalera azonban éppen az ehhez a modellhez kevésbé ragaszkodó munkákkal érte el legjobb eredményeit (De Sica és Zavattini filmje mellett Soldati Tragikus éjszakája is).
A forgatás 1942 szeptemberében kezdődött, a külsőket Alassióban forgatták, majd több hónapig, 1943 januárjáig a Scalera római gyáraiban folytatódott, miután '42 decemberében Isa Pola betegsége miatt felfüggesztették. A gyártásban eltöltött sok hónap miatt a film 1943 tavaszára készült el, ezért az Olaszországot abban az időszakban megrázó drámai háborús események miatt forgalmazási nehézségekkel kellett szembenéznie.

### Kapcsolat a cenzúrával
A filmben De Sica két olyan témát dolgoz fel, amelyet az immár húsz éves olasz fasizmus filmművészete nem engedélyezett: a női házasságtörést és az öngyilkosságot. „A gyermekek figyelnek bennünket – írta De Santi –, ez egy bátor film, vagy legalábbis határozottan szokatlan, a negyvenes évek filmjelenében a házasságtörést legfeljebb a budapesti hamis kontextusban játszódó felsőbb osztálybeli vígjátékok szemléltetik,” míg az öngyilkosság, akárcsak a gyermekkori boldogtalanság, nem létezhetett az idealizált fasiszta világban. Ehelyett „De Sica egy nem virilis apát, egy házasságtörő feleséget, egy gyereket mutat be, aki házasságtörés és öngyilkosság tanúja. Nagyon távoli cselekmény a rövid, idő előtti mosolygós hangokkal. Kemény film, nem lehetséges happy end.” A cenzúra beavatkozásától való félelem miatt azonban két befejezést kellett leforgatni, az egyiket – azt, amelyik megmaradt –, amelyben a gyermek elutasítja anyját, a másikban pedig Pricò újra átöleli, megbocsátva neki.

### Szereplők

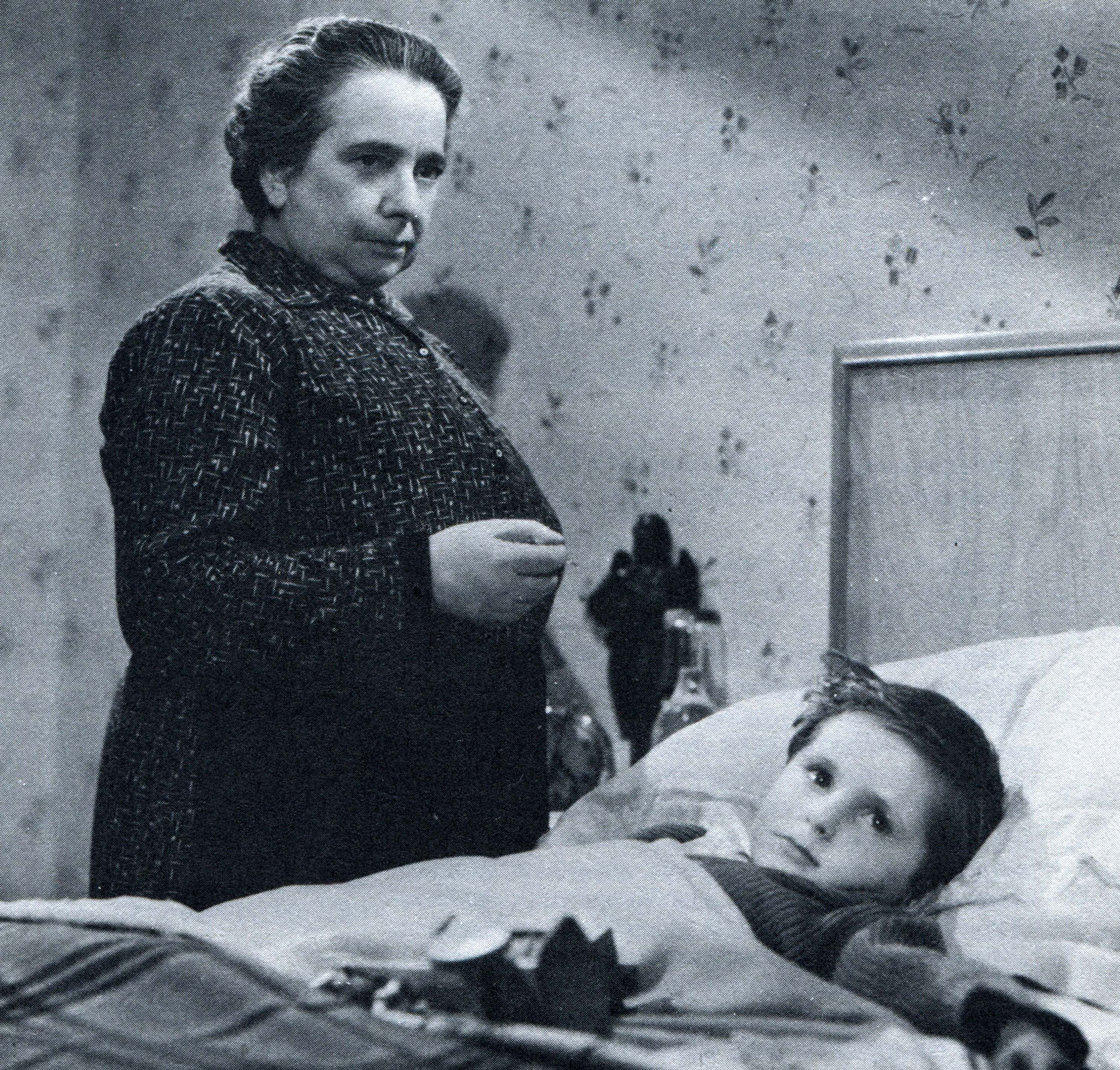
Giovanna Cigoli és Luciano De Ambrosis

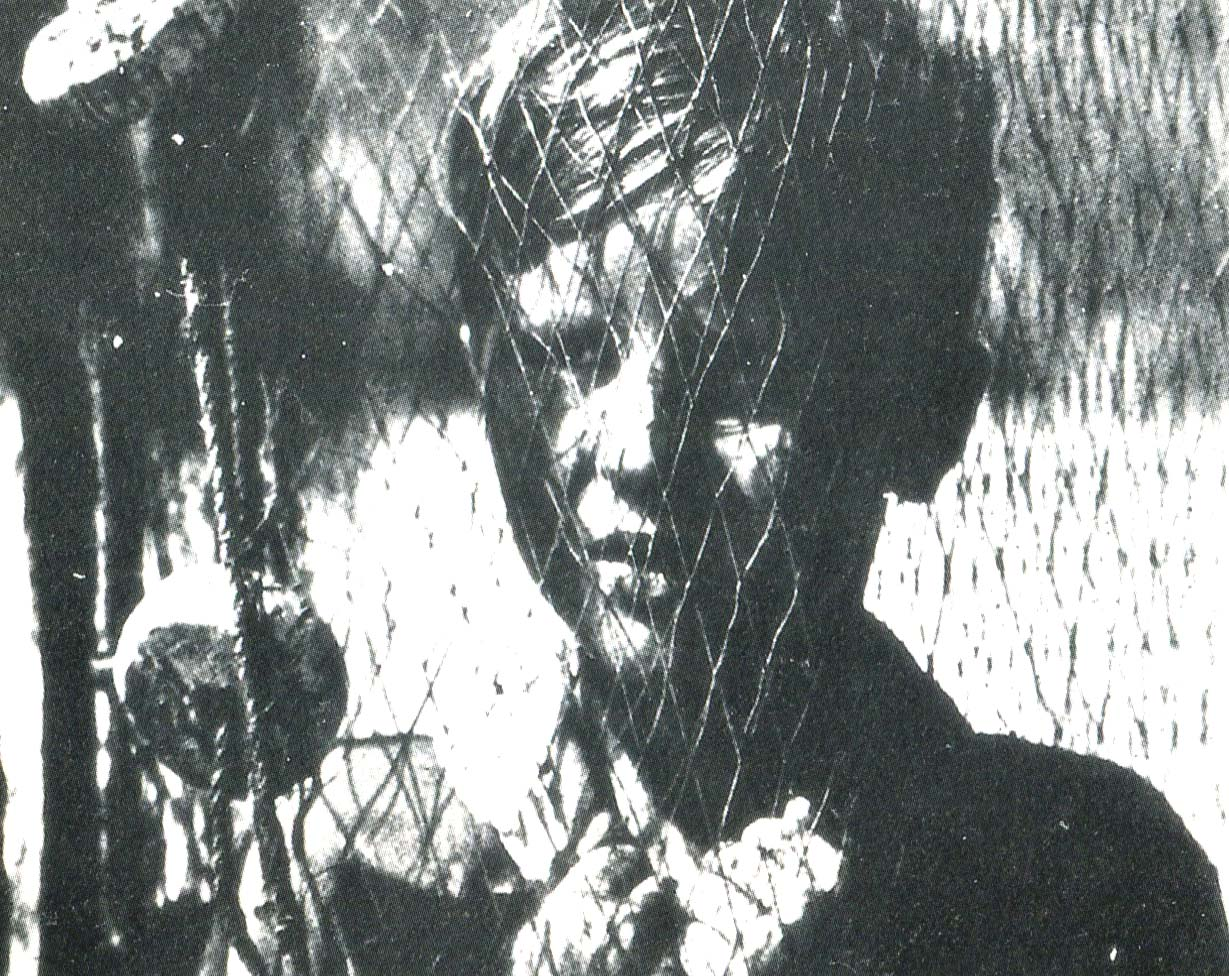
Luciano De Ambrosis

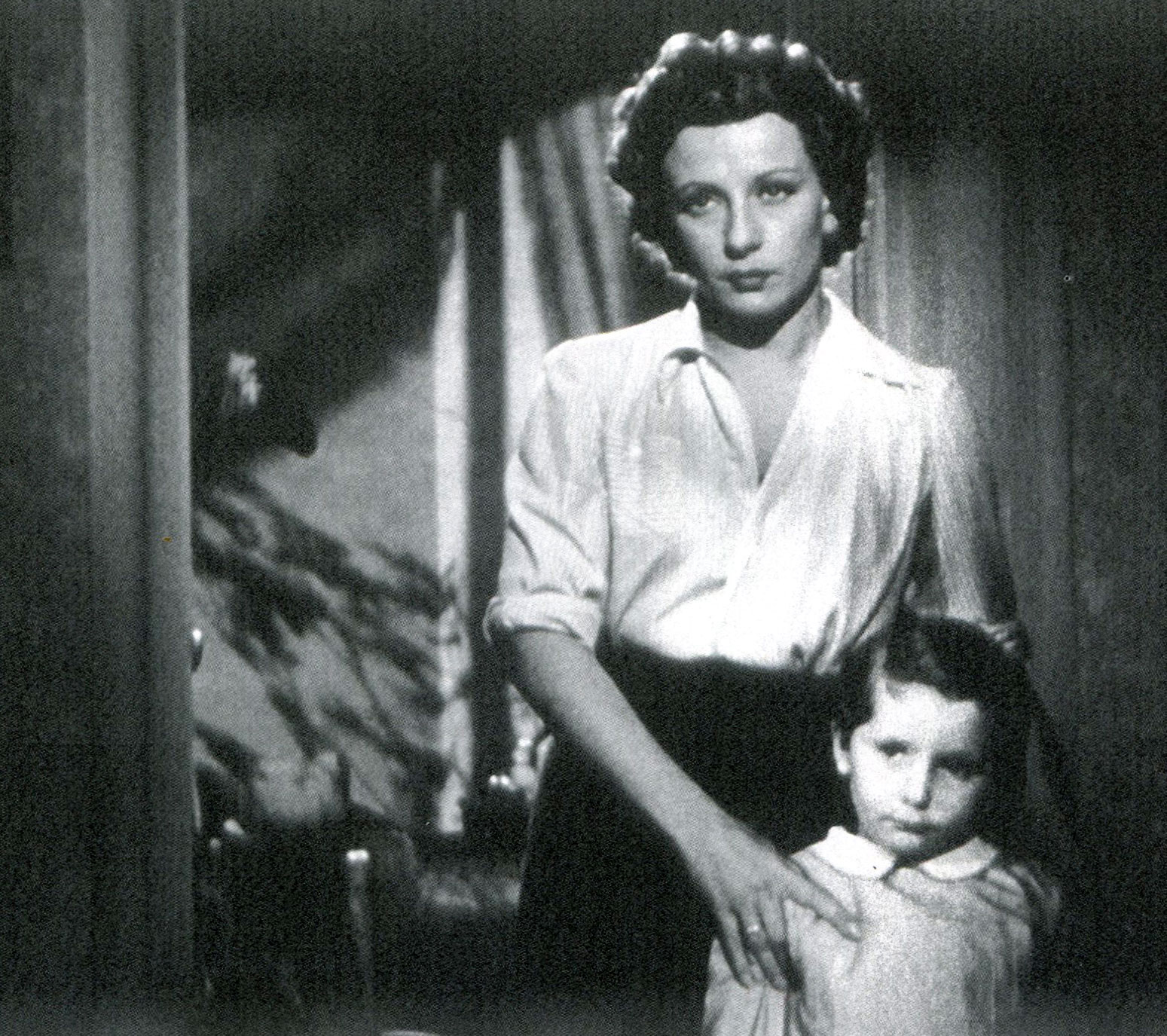
Isa Pola Luciano De Ambrosisszal

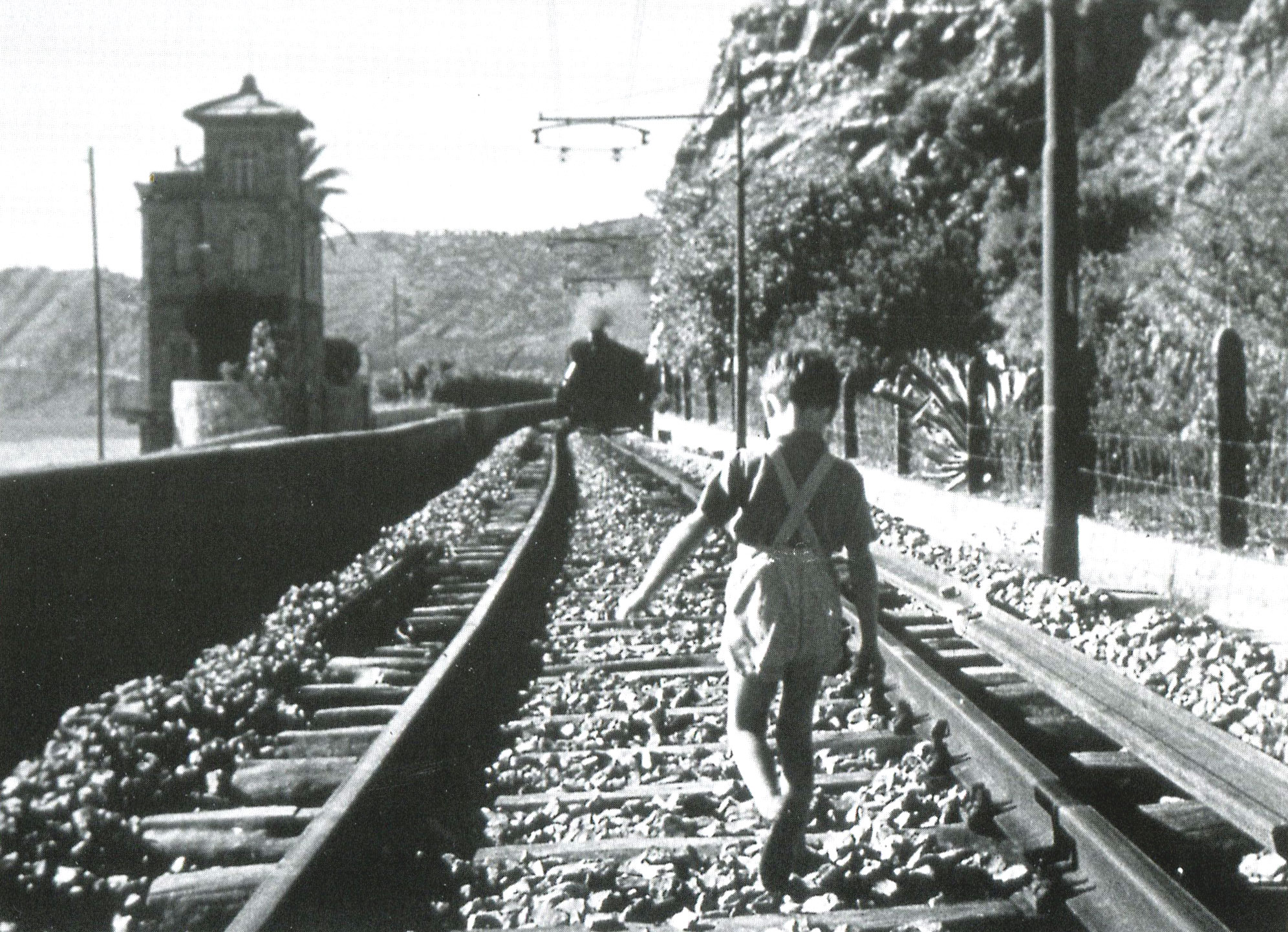
Pricò a vasút mentén szökik, ahol fennáll a veszélye, hogy elgázolja egy vonat

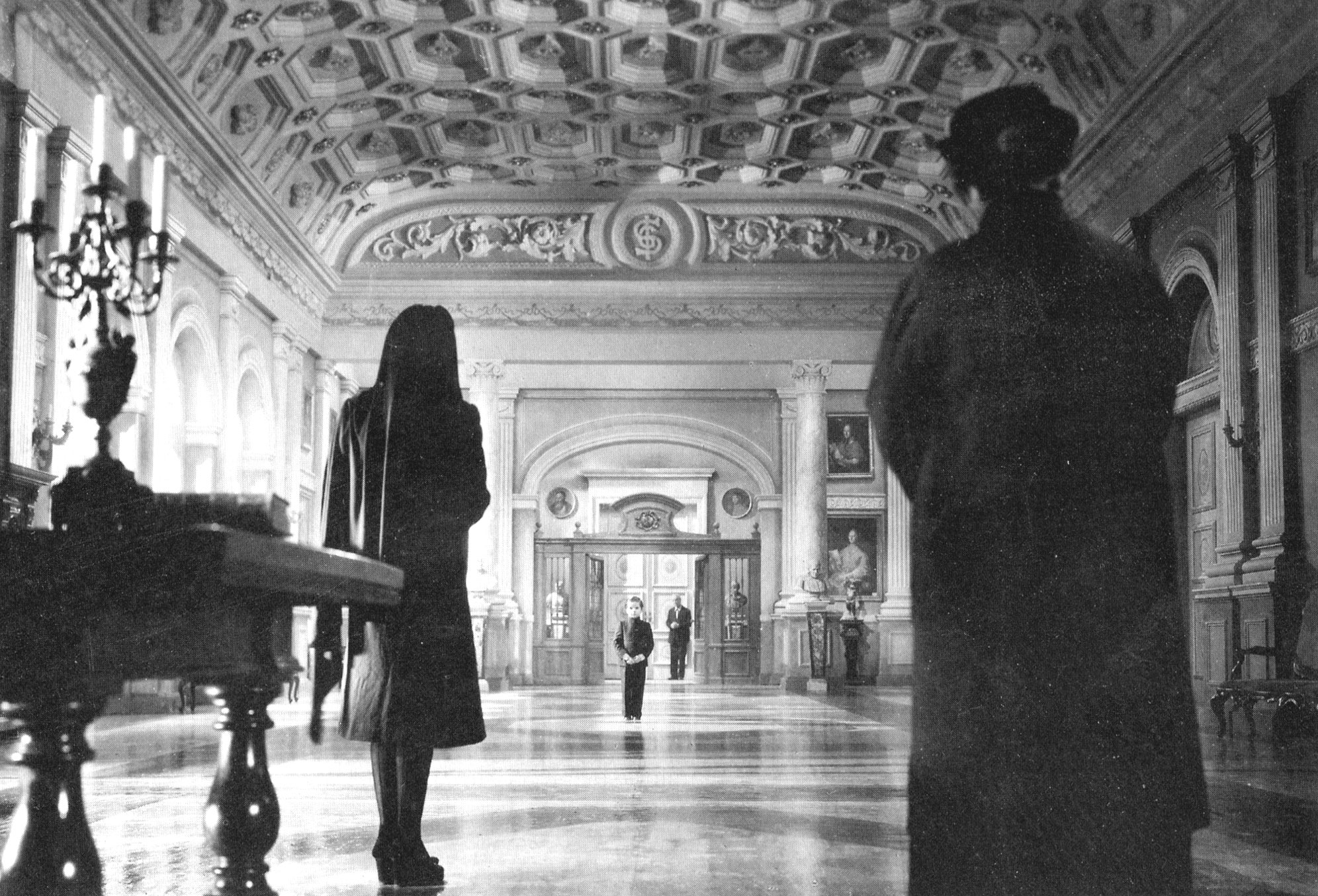
A drámai befejezés, amelyben a gyermek elutasítja anyját, és visszamegy a bentlakásos iskolába

Pricò nehéz szerepét Luciano De Ambrosis, torinói kisfiú játszotta, aki a forgatás kezdetekor még nem töltötte be a 6. életévét, és aki később ismert és elismert szinkronszínész lett. Egy akkoriban divatos gyakorlatot követve (mint az előző évben, amikor Mariù Pascolit választották a Piccolo mondo anticóhoz) a Scalera Film versenyt hirdetett egy kis szereplő kiválasztására, amelyre több száz fénykép érkezett. .A gyermek, egy Fiat-munkás fia, amikor De Sica kiválasztotta, aki korábban egy iskolai színdarab alkalmával felfigyelt rá, nemrég veszítette el édesanyját, és mint ő maga mondta, ez nagyon érzékennyé tette a családi fájdalom iránt. A meghallgatások a gyermek kiválasztására, majd annak finomítására a forgatáson való jelenlétében több mint egy hónapig tartottak. A kis szereplő esetében De Sica a gyakorlatban bizonyítja nagyszerű gyerekszínész-rendezési képességét, ahogyan a Sciusciàban a nagyon fiatal marginalizáltakkal és a kis Enzo Staiolával a Biciklitolvajokban teszi, és amely egyes kommentátorok szerint Nápoly aranya két epizódjában folytatódik.
A kis Luciano mellett a jól ismert színészek triója, Isa Pola, Emilio Cigoli és Adriano Rimoldi működik közre számos más szereplő támogatásával, akik tartalmat adnak a „domináns erkölcsi konformizmus felmondásának”, amelyet a lélektelen és nyomasztó környék bérlői képviselnek. Róma külvárosa, ahol Pricò családja él (köztük Tecla Scarano színésznő, akit De Sica akkor ismert meg, amikor mindkét gyerek debütált a nápolyi színházban) és a tengerparti társadalmi csoport balgasága miatt. Alassióból, amelyben kiemelkedik a fiatal Ernesto Calindri által alakított üres és nyüzsgő életművész. Megemlítesük nélkül, néhány jövőbeli fontos színész másodlagos részekben vett részt a filmben: Marcello Mastroianni, itt egy egyszerű statiszta, Giovanna Ralli, egy pár pillanatra felbukkanó lány és Riccardo Fellini az Alassio pályaudvarán forgatott nagyon rövid képsorban.

### Egyéb tudnivalók
A készítés során De Sica leváltotta a operatőrt, mivel nem volt elégedett Giuseppe Caracciolo munkásságával. A feladatot ezután Otello Martellire bízták, aki befejezte a filmet. A leendő rendező és producer, Paolo Moffa látta el itt a rendezőasszisztensi feladatokat, míg a zenében De Sica ismét Renzo Rossellinire támaszkodott, aki az addigi négy filmből háromhoz már elkészítette a filmzenét.

## Fogadtatás
Rosszul és zavartan terjesztették a filmet a háború sújtotta országban, ahol az éppen véget ért, majd kettészakadt. De Ambrosis emlékei szerint 1943 végén mutatták be Velencében (ahova Scalera – és De Ambrosis családja is – a Cinevillaggióba költözött), még akkor is, ha erre az eseményre nincs bizonyíték. A filmet azonban csak 1944 végén terjesztette Észak-Olaszországban az Olasz Szociális Köztársaság, alkalmanként, „az egyetlen olyan film, amely bizonyos kulturális szinten konszenzus és a környező valósággal szembeni maximális menekülés produkciója volt.”

### Kortárs kritika
„A film higgadt és intenzív ereje – írta Cristina Bragaglia – mindenki számára nyilvánvaló volt, már az első bemutatóktól fogva, a háború okozta hanyatlás légkörében.” Valójában a rendelkezésre álló kevés kommentár De Sica filmjének elismerését fejezi ki, aki azonban, miután elutasította azt a kérést, hogy északra is költözzön a Salòi Köztársaság filmművészete rendezésére, eltávolították a nevét a stáblistáról. „Nehéz – írta a Corriere della Sera –, hogy azok a történetek, amelyekben a gyermekkor a főszereplő, a kötél felmutatása és mindenesetre hamis hangok hallatán a végére érjenek. Ebben az értelemben A gyermekek figyelnek bennünket című film a szabály alóli kivételnek tekinthető. Pricò sajnálatos eseményeinek ábrázolása kimért, szerénynek mondható, ha a film formai aspektusának meghatározására alkalmas jelző nem lenne ehelyett a lényeg meghatározására alkalmatlan. Ez egy kegyetlen és iszonyatos realizmus, és mindez egy gyermek szenvedésének kifejezésére szolgál. És minél ügyesebb a rendezés iránya, annál nagyobb a rémület.” » Hasonlóan vélekedett a La Stampa is, amely úgy értékelte a filmet, hogy „gondossággal készült, rengeteg epizóddal, figyelemre méltó művészi árnyalatokkal, az érzelmek finomságával, hogy a szánalmas történet magával ragad, meggyőz és megindít.”

### Gazdasági eredmény
Csupán a rendelkezésre álló adatok alapján úgy tűnik, hogy az I bambini ci guardano a megjelenésének alkalmasint nem szerencsés időszaka ellenére jó kereskedelmi sikereket ért el, és akkoriban több mint 18 800 000 lírás bevételt hozott. Ez az összeg a Carment követi, amely meghaladta a 28 milliót, még akkor is, ha abban az évben mindössze tizenöt címről ismertek gazdasági adatok.

### Utólagos megjegyzések
A sovány korabeli kritikákhoz képest a retrospektív kommentárok sokkal jelentősebbnek tűnnek a film esetében, amelyek egyöntetűen fordulópontnak tekintik az olasz filmművészetben, esszék, tanulmányok és újrajátszások tárgyává téve. „Fájdalmas és összetett mű – írta De Santi –, amely nemcsak előlegzi a neorealizmust, ugyanúgy és ugyanolyan hangsúlyossággal, mint Visconti Megszállottsága, hanem sok tekintetben túlmutat rajta, a magány és a kommunikálhatatlanság filmjének előképévé válik. Ugyancsak Ernesto G. Laura történelmi rekonstrukciójában De Sica filmjét Viscontié mellé kell helyezni, mint „fordulópontot az előtte és utána (mint) olyan film között, amely határozottan tagad minden vigasztaló eredményt.” De Sica filmográfiájában ez gyökeres változás: „nincs többé egyetemista lány vagy fiatal hölgy, aki a férjhez menésére vár, vagy árvák, akik megváltztatják társadalmi helyzetüket a fiatal és jóképű doktorhoz feleségül menésükkel. A film olyan növény egyik koraérett virága, amely hamarosan teljes termést hoz.”
A háborús évek problémás forgalmát követően De Sica filmje a neorealizmus hullámán 1950-ben ismét forgalomba került, igaz, az eredetihez képest vágott és kicsinyített változatban, ahogyan a rendező maga is felidézte. Abból az alkalomból a La Stampa írta le történelmi jelentőségét: „1942 és 1943 között De Sica még édesen szentimentális és készségesen mosolygó rendező hírében állt. S ehelyett abban a nehéz és szomorú két évben művészi gyümölcsöző útjának döntő szakaszát fejezte be. Azokban a hónapokban a mozi még mindig arra kényszerült, hogy a különféle Benghazira és Giarabubra gondoljon. De Sica ehelyett átérezte a pillanat minden gyötrelmét, és egy szegény elveszett gyermek titokzatos és égető gyötrelmével fejezte ki.”
Ferenc pápa 2017. március 25-én a milánói San Siro stadionban azt tanácsolta minden szülőnek és másoknak, hogy nézzék meg ezt a filmet: „A gyermekek figyelnek bennünket: ez a címe Vittorio De Sica filmjének 1943-ból. Nézz utána. Nézz utána. A gyermekek figyelnek bennünket. És mellesleg szeretném elmondani, hogy a háború utáni és valamivel későbbi olasz filmek – általában – az emberiség igazi »katekézise«”.

## Fordítás
- Ez a szócikk részben vagy egészben  az   I bambini ci guardano című olasz Wikipédia-szócikk ezen változatának fordításán alapul.  Az eredeti cikk szerkesztőit annak laptörténete sorolja fel. Ez a jelzés csupán a megfogalmazás eredetét és a szerzői jogokat jelzi, nem szolgál a cikkben szereplő információk forrásmegjelöléseként.

## Bibliográfia
- Vittorio de Sica Barátai Egyesület, A gyermekek figyelnek bennünket (monográfia: G. De Santi és M. de Sica), Róma, Pantheon, 1999, ISBN nélkül
- Cristina Bragaglia: A történetmesélés öröme. Olasz irodalom és filmművészet 1895–1990, Firenze, La Nuova Italia, 1993, ISBN 88-221-1249-0
- Gianpiero Brunetta: Az olasz film története (II. köt. – a rezsim mozija 1929–1945), Róma, Editori Riuniti, 2. kiadás. 1993, ISBN 88-359-3730-2
- Orio Caldiron (szerk.): Fekete-fehér, Vittorio De Sica különszáma, n. 9–12, 1975. szeptember-december
- Gualtiero De Santi: Vittorio De Sica, Milánó, Il Castoro Cinema, 2003, ISBN 88-8033-259-7
- Lino Micciché (szerk.): De Sica. Szerző, rendező, színész, Velence, Marsilio, 1992, ISBN 88-317-5700-8
- Delia Morea: Vittorio De Sica, férfi, színész, rendező, Róma, Newton Compton, 1997, ISBN 88-8183-852-4
- Franco Pecori: Vittorio De Sica, Firenze, La Nuova Italia, 1980, ISBN nincs
- Francesco Savio: Cinecittà a harmincas években. A második olasz mozi 116 főszereplője beszél (3. kötet), Róma, Bulzoni, 1979, ISBN nincs
- Az olasz mozi története, VI. kötet (1940–1944), Velence, Marsilio és Róma, Fekete-fehér kiadás, 2010, ISBN 978-88-317-0716-9